# Partium
Partium (del llatí partium, el genitiu de pars "part, portion") o Részek (en hongarès) va ser una regió històrica i geogràfica del Regne d'Hongria durant els primers períodes moderns i moderns. Consistia en les parts oriental i nord d'Hongria pròpiament dita. De vegades, incloïa Miskolc i Kassa (avui Košice, Eslovàquia), tal com es pot apreciar en el mapa.

## Història

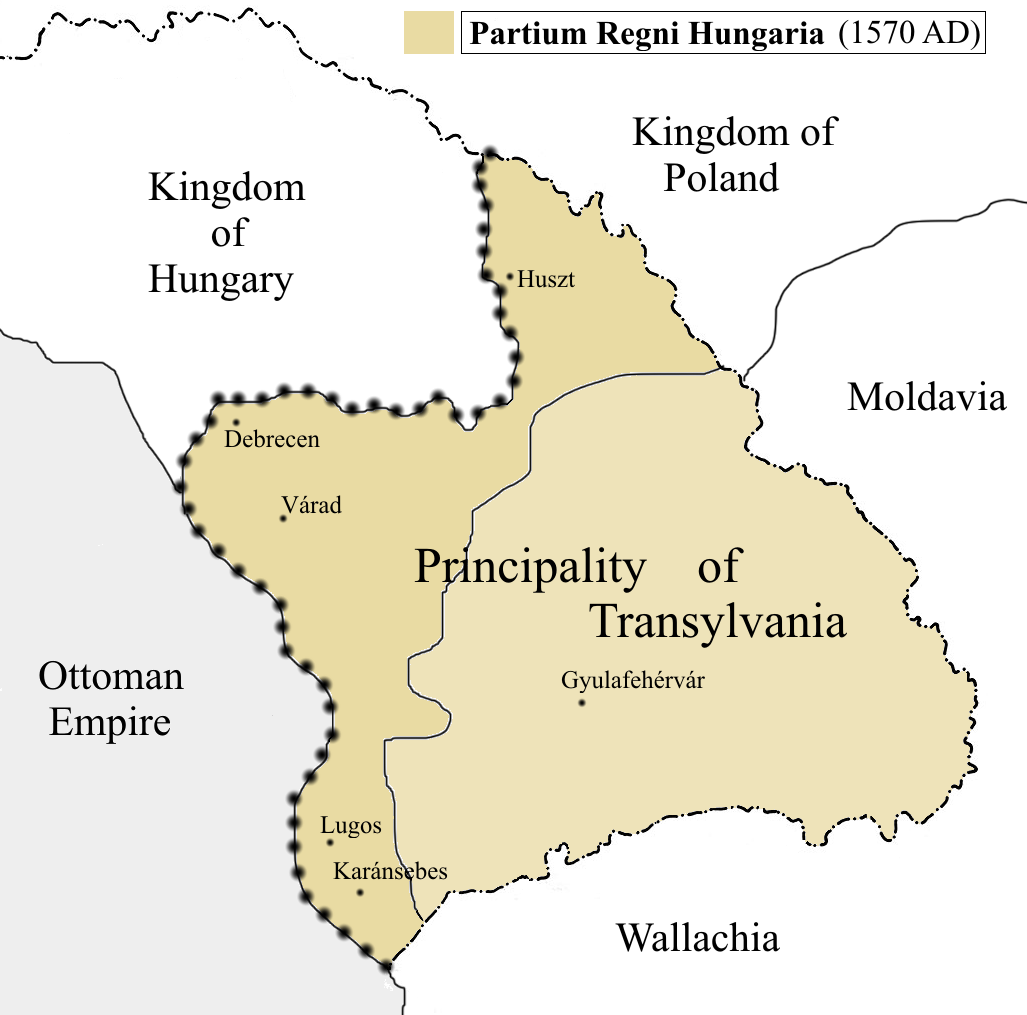
Partium, representat amb el color més fosc, i el Principat de Transsilvània, 1570

El 1526, després de la batalla de Mohács, el Regne d'Hongria va ser envaït pels otomans, però efectivament es va dividir en 3 parts el 1541 quan els otomans van capturar Buda. Els Habsburg es van establir al nord i a l'oest (Hongria Reial), amb la nova capital Pressburg (Pozsony, l'actual Bratislava). El rei Joan I d'Hongria de la casa Zápolya, l'antic voivoda de Transsilvània i el propietari més ric i poderós després de Mohács, va assegurar la part oriental del Regne (anomenat Regne d'Hongria Oriental pels erudits hongaresos) amb l'ajut dels otomans. El 29 de febrer de 1528, el soldà va consentir una aliança amb Zápolya i va donar garantia per escrit del seu suport.
A partir de 1541 o 1542, la casa de Zápolya també controlava la regió que després de 1571 es va anomenar Partium.
El 1570, Joan II Sigismund Zápolya, fill de Joan I Zápolya, va renunciar a la seva pretensió de rei d'Hongria (1540-1570) a favor de Maximilià II d'Habsburg, que també va reclamar el títol des de 1563. En canvi, Joan II Sigismund Zápolya va romandre príncep de Transsilvània entre 1570 i 1571.
El 1570, pel tractat de Speyer (Spires), Joan II Sigismund, fill de Joan I, va abdicar com a rei d'Hongria i se li va inventar un nou ducat: "Joannes, serenissimi olim Joannis regis Hungariae, Dalmatiae, Croatiae etc. filius, Dei gratia princeps Transylvaniae ac partium regni Hungariae " (Joan, fill del difunt rei més serè Joan d'Hongria, Dalmàcia, Croàcia, etc., per la gràcia de Déu príncep de Transsilvània i parts del Regne d'Hongria), deriva el nom de Partium.
Aquest tractat, com l'anterior acord de Nagyvárad, donava suport al principi d'una Hongria unida. Partium i Transsilvània van ser confiades a Joan II Sigismund, però sota el títol de príncep imperial. Com es va esmentar anteriorment, els Zápolya van celebrar Partium abans, però el tractat els va permetre fer això sense por que els Habsburg contestessin la casa del senyoriu de Zápolya. En cert sentit, Zápolya canviava títol per territori.
El regne hongarès oriental va deixar d'existir i es va convertir simplement en el principat de Transsilvània. Totes les sentències posteriors a 1570 com a rei d'Hongria es refereixen al territori conegut com a "Hongria Reial", i com a príncep es refereixen al Principat de Transsilvània, que incloïa Partium.

Principat de Transsilvània dirigit per Gabriel Bethlen, inclosos els set comtats del Partium que li van ser cedits a la pau de Nikolsburg el 1621: Ugocsa, Bereg, Zemplén, Borsod, Szabolcs, Szatmár i Abaúj.

Durant algunes dècades durant el segle xvii, Partium va formar part del Principat de Transsilvània i, en conseqüència, va formar part de l'Imperi Otomà. El 5 de setembre de 1619, el príncep de Transsilvània, Gabriel Bethlen va capturar Kassa (actual Košice) al comtat de Partium Abaúj amb l'ajuda del futur George I Rákóczi en una altra insurrecció anti-Habsburg. Amb la pau de Nikolsburg el 1621, els Habsburg van restablir l'acord de tolerància religiosa de 1606 i van reconèixer la dominació transilvana sobre set comtats declarats del Partium: Ugocsa, Bereg, Zemplén, Borsod, Szabolcs, Szatmár i Abaúj.

## Extensió geogràfica
Inicialment, Partium estava format pels comtats de Máramaros, Közép-Szolnok, Kraszna i Bihar, a més del Kővárvidék. El Banat de Severin i l'est de Zaránd, que ja formava part del regne de Joan II Sigismund, també van ser inclosos en el que es va anomenar Partium. Aquests territoris eren governats per Transsilvània, però no formaven part formalment del Principat (després Gran Principat) de Transsilvània i, per tant, es va encunyar el nom de Partium.
Tota Transsilvània estava en aquell moment sota l'amenaça permanent de ser envaïda tant pels Habsburg com pels otomans. Partium va ser presa per les tropes otomanes el 1660, però va tornar a estar en possessió de Transsilvània a finals de segle, quan aquesta va ser absorbida en el domini dels Habsburg el 1687 (de facto) / 1699 (per tractat amb els otomans).
Al segle xviii, el nom es va utilitzar per descriure una àrea més petita, que consistia en Közép-Szolnok, Kraszna, el Kővárvidék i un Zaránd, però no era una subdivisió oficial.
El 1867, a l'Ausgleich, els territoris del Partium es van incorporar a la part transleitana de Àustria-Hongria. (Veure sistema comitatus.)

## Ubicació actual
Amb la dissolució de l'Imperi Austrohongarès al final de la Primera Guerra Mundial, Partium es va dividir, d'acord amb els termes del Tractat de Trianon de 1920, entre els estats successors de l'antic Regne d'Hongria: al voltant del 60% va passar a formar part de Romania, aproximadament un 20% va anar a Hongria i un altre 20% a Txecoslovàquia. Aquesta última part, coneguda com a Rutènia dels Carpats, va ser cedida a la Unió Soviètica després de la Segona Guerra Mundial i des del 1991 pertany a Ucraïna.
La part romanesa correspon aproximadament a les regions de Romania de Crişana i en part del Banat. La part hongaresa correspon al comtat de Hajdú-Bihar, i a petites parts dels comtats d'Hongria, Szabolcs-Szatmár-Bereg i Békés. La part ucraïnesa correspon al nord de Maramuresh (regió geogràfica) de l'òblast de Zakarpattia, Ucraïna.
En l'ús hongarès actual, Partium es refereix principalment a la part de la regió que es troba a Romania.

## Iniciatives d'autonomia
Amb el suport del Partit Popular Hongarès de Transsilvània, que defensa l'autonomia territorial de Partium, va crear el 2013 el Consell per a l'Autonomia a Partium El 2015 el Consell va aprovar una nova bandera per a Partium composta per una creu patriarcal i ratlles Árpád, símbols tradicionals de la nació hongaresa que apareixen a l'escut d'Hongria.